# Língua fijiana ocidental
O Fijiano Ocidental, também chamado Wayan:212 é uma língua oceânica falada por cerca de 57 mil pessoas em Viti Levu, Ilhas Yasawa e Ilhas Mamanuca em Fiji.
A língua difere do Fijiano Oriental (também conhecido como Bauan ou Fiji padrão), embora não seja ensinado nas escolas. Os linguistas coloniais consideravam o Fiji oriental superior e, portanto, marginalizavam ocidental.

## Escrita
O Fijiano Ocidental usa uma forma do alfabeto latino sem as letras F, J, X, Z. Usa as formas Dr, Gw, Kw, Mm, Ng, Ngw. Vogais duplas indicam pronúncia longa.

## Fonologia
|                |                | Labial | Dental | Alveolar | Velar | Velar |
| plana          | Labializada    | Labial | Dental | Alveolar |       |       |
| -------------- | -------------- | ------ | ------ | -------- | ----- | ----- |
| Nasal Oclusiva | Nasal Oclusiva | m mː   |        | n        | ŋ     | ŋʷ    |
| Oclusiva       | sonora         | b      |        | d        | ɡ     | ɡʷ    |
| Oclusiva       | surda          | p      |        | t        | k     | kʷ    |
| Fricativa      | sonora         | v      | ð      |          |       |       |
| Fricativa      | surda          |        |        | s        |       |       |
| Vibrante       | Vibrante       |        |        | r dr     |       |       |
| Aproximamte    | Aproximamte    | w      |        | l        |       |       |

|         | Anterior | Central | Posterior |
| ------- | -------- | ------- | --------- |
| Fechada | i        |         | u         |
| Medial  | e        |         | o         |
| Aberta  |          | a       |           |

A maioria das línguas fijianas tem um trecho alveolar vibrante e pré-nasalizado, transcrito aqui como / dr /. O fijiano ocidental, em particular, é único entre os idiomas fijianos por ter labializado consoantes velares. Todas as vogais vêm em formas longas e curtas, assim como o a nasal bilabila (/ m/).:212